# 올림픽대로

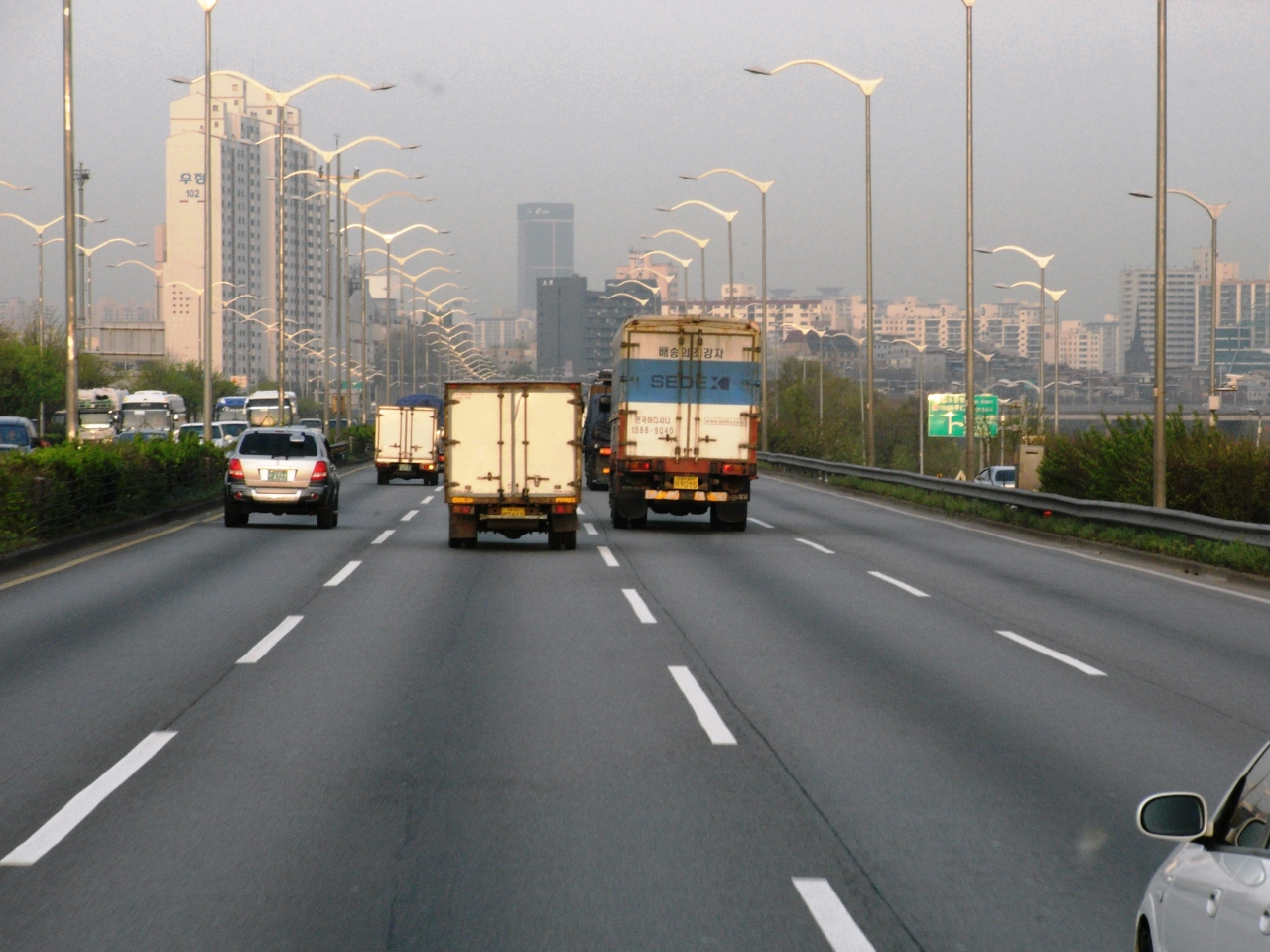
여의도 근방을 통과하고 있는 올림픽대로의 모습

올림픽대로는 서울특별시 한강 이남 지역의 주요 간선 도로이다. 도로 서측인 개화 나들목에서는 국도 제48호선 및 국도 제39호선, 벌말로, 김포한강로와 직결되고, 도로 종점인 강일 나들목에서는 수도권제1순환고속도로와 교차 및 미사대로, 서울양양고속도로와 직결된다. 이 도로의 종점인 강일 나들목은 서울특별시와 경기도간의 경계에 근접해 있다.

## 역사
올림픽대로는 제5공화국에서 추진한 한강종합개발사업의 일환으로 한강을 따라 남북에 자동차 전용도로를 신설, 또는 개량하여 한강 남쪽의 교통 수요를 처리하고자 건설되었다. 또한 이 도로는 김포공항에서 한강변 잠실에 위치한 서울종합운동장 (서울올림픽주경기장)을 연결하여, 1986년 아시안 게임과 1988년 하계 올림픽에서의 외국인 수송을 담당하고자 하는 데도 그 목적이 있었다. 이에 따라 강변북로와 달리 한강 남쪽의 도로에는 올림픽대로라는 이름이 붙여졌다.
사실 올림픽대로라는 이름의 강변 고속화도로가 본격적으로 만들어지기 이전에도, 1967년부터 순차적으로 개통한 영등포구 양화동에서 강동구 암사동을 잇는 강변도로가 존재하였다. 그러나 비좁은 차로와 신호 체계 부실 등 전체적으로 도로 사정이 좋지 않아 사고가 잦은 등 많은 문제가 있었다. 따라서 1982년부터 기존의 강변도로를 정비 및 왕복 8차로로 확장하고, 강변도로가 없었던 양화동에서 행주대교 남단까지의 도로를 왕복 4차로 규모로 신설하는 공사를 진행하여 1986년 5월 2일 개통한 것이 지금의 올림픽대로이다.
즉, 올림픽대로 구간 중 동작대교에서 암사동까지는 기존 강변도로인 강남1로, 강남2로, 강남3로를 개선하여 그대로 사용하고 있는 것이나, 동작대교에서 행주대교까지의 구간은 1986년에 새로 지어진 도로이다. 이 중에서 양화동 ~ 동작대교 간의 경우 기존에 강변도로(강남3로, 강남4로)가 있었던 곳인데도 이를 활용하지 않고 그 옆에 왕복 4차선 도로를 새로 만들었다. 도로 개설 당시 계획은 동작대교를 기준으로 그 동쪽을 왕복 8차로로 운영하고, 그 서쪽을 왕복 4차로의 기존도로와 신설 왕복 4차로를 병행하여 운영하는 것이었기 때문이다. 이를 위해 동작대교 남단에는 왕복 8차로를 복왕복 4차로로 전환시키기 위한 입체교차 시설이 설치되었으며, 여의도의 양극단에 여의상류IC와 여의하류IC를 설치하여 기존 도로와 신설 도로 간의 자유로운 왕래가 가능하도록 하였다. 따라서 기존 도로와 연결되어 있던 동작대교, 한강대교, 양화대교, 성산대교는 신설된 올림픽대로와는 직접 연결되어있지 않다. 이때 올림픽대로로 직접 활용되지 않은 강남3로 일부 구간과 강남4로가 각각 지금의 현충로와 노들로이다.
그러나 위와 같이 동작대교를 기준으로 그 서쪽의 교통량을 기존 도로와 분산 처리하겠다는 당국의 계획은 올림픽대로 개통을 전후하여 급격히 늘어난 차량 대수를 감당하지 못하였고, 실질적으로 동작대교 남단에서 왕복 8차로가 4차로로 줄어들면서 극심한 정체를 빚었다. 결국 얼마 지나지 않은 1993년에 곧바로 동작대교 이후 구간도 왕복 8차로로 확장을 완료하며 지금에 이른다.

## 연혁
- 1967년 3월 6일 : 강변1로 (영등포구 노량진동 ~ 신길동, 현재의 노들로) 도로 개설 공사 착공[4]
- 1967년 8월 30일 : 강변1로 (영등포구 노량진동 ~ 신길동, 현재의 노들로) 구간 개통
- 1967년 9월 10일 : 통행료 징수 개시[5]
- 1970년 12월 26일 : 강변5로(국립묘지 ~ 제3한강교[6]) 구간 도로 착공[7]
- 1971년 8월 15일 : 강변5로 (국립묘지 ~ 제3한강교[6]) 구간 개통
- 1972년 11월 27일 : 각 구간의 명칭을 한강 상류부터 강남1로, 강남2로, 강남3로, 강남4로, 강남5로로 변경[8] (강변1로+2로→강남4로, 강변5로→강남3로)
- 1974년 일자 미상 : 강남2로 (한남대교 ~ 영동대교 구간) 개통
- 1975년 5월 1일 : 통행료 인상 및 변경[9]
- 1975년 8월 26일 : 강남2로 (영동대교 ~ 잠실대교 10.5km 구간) 개통[10]
- 1976년 7월 16일 : 강남4로 (본동 ~ 영등포동) 구간 및 강남3로 (국립묘지 ~ 제3한강교) 구간 무료화[11]
- 1979년 일자 미상 : 암사 분기점 ~ 하일 나들목 구간 개통
- 1980년 12월 16일 : 강남1로 (잠실대교 ~ 광진교) 3.85km 구간 개통[12]
- 1986년 3월 13일 : 각 구간 명칭을 강남로로 통합
- 1986년 4월 29일 : 올림픽대로로 명칭 변경
- 1986년 5월 2일 : 개화 나들목(행주대교 남단) ~ 성산대교 ~ 동작대교 22.2km 구간 왕복 4차로 신설 개통 및 동작대교 ~ 암사 분기점 13.8km 구간 왕복 8차로 확장 개통(총 36km)[13][14]
- 1986년 7월 12일 : 하일동 시계 ~ 행주대교 남단 구간을 자동차 전용도로로 지정[15]
- 1993년 6월 3일 : 화곡 나들목(현 가양대교남단) ~ 동작대교 15km 구간과 암사 분기점 ~ 하일 나들목 (현 강일 나들목) 3.86km 구간 왕복 8차로 확장 개통[16]
- 2009년 7월 10일 : 2개 이상 시·도에 걸쳐 있는 도로로 올림픽대로를 고시[17]
- 2019년 10월 1일 : 여의도 중류램프 개통

## 과거 명칭

### 1972년 이전
1972년 이전의 강변도로에는 강남, 강북에 관계 없이 준공 순서대로 '강변1로 ~ 강변9로'의 명칭을 부여하였다. 굵은 글씨가 현재의 올림픽대로(또는 노들로) 구간이며, 그 외는 강변북로에 해당한다.
- 강변1로: 제1한강 ~ 영등포구청
- 강변2로: 영등포구청 ~ 제2한강
- 강변3로: 제1한강 ~ 제2한강
- 강변4로: 제1한강 ~ 용비교
- 강변5로: 제1한강 ~ 영동교
- 강변6로: 용비교 ~ 잠실교
- 강변7로: 영동교 북단 ~ 하일동시계
- 강변8로: 제2한강 ~ 난지도 시계
- 강변9로: 양화동 ~ 개화동시계

### 1972년 ~ 1986년
- 강남1로: 서울시계 ~ 잠실대교 남단
- 강남2로: 잠실대교 남단 ~ 한남대교 남단
- 강남3로: 한남대교 남단 ~ 한강대교 남단
- 강남4로: 한강대교 남단 ~ 양화대교 남단
- 강남5로: 양화대교 남단 ~ 서울시계

## 나들목 · 분기점
올림픽대로는 대부분의 한강 교량과 연결된다. 다만, 양화대교, 한강대교는 대교 남단과 북단 모두 진출이 불가능하며 방화대교, 청담대교는 남단으로만 진출 가능하다. 성산대교의 경우 직접적인 연결로가 존재하지 않고, 한강공원 연결로를 통해 간접적으로 연결되는 방식이며 북단으로만 진출 가능하다.
- 시설물
  - IC: 나들목 (Interchange)
  - IS: 평면 교차로 (Intersection)
  - JC: 분기점 (Junction)
  - BR: 교량 (Bridge)
- 모든 구간이 자동차 전용도로이다.

| 종류                              | 이름                       | 로마자 이름         | 접속 노선 | 소재지          | 소재지          | 비고                                                                             |
| 김포한강로 직결                   | 김포한강로 직결            | 김포한강로 직결     | 김포한강로 직결 | 김포한강로 직결 | 김포한강로 직결 | 김포한강로 직결                                                                  |
| --------------------------------- | -------------------------- | ------------------- | --- | --------------- | --------------- | -------------------------------------------------------------------------------- |
| IC                                | 개화 나들목                | Gaehwa              | 행주대교 국도 제39호선 (벌말로, 개화동로) 국도 제48호선 (개화동로) 국가지원지방도 제78호선 (금포로, 개화동로)                | 서울특별시      | 강서구          |                                                                                  |
| IC                                | 정곡 나들목                | Jeonggok            | 양천로27길 | 서울특별시      | 강서구          | 하남 방향 진입만 불가능                                                          |
| JC                                | 88 분기점 (방화대교분기점) | 88 JC               | 평택파주고속도로 인천국제공항고속도로 방화대로                                                                               | 서울특별시      | 강서구          | 공항 방향 진출과 하남 방향 진입만 가능                                           |
| IC                                | 궁산 나들목                | Gungsan             | 강서로 | 서울특별시      | 강서구          | 공항 방면으로 진입불가                                                           |
| IC                                | 가양대교분기점             | Gayangdaegyo Br.    | 가양대교 화곡로 | 서울특별시      | 강서구          |                                                                                  |
| IC                                | 명칭 미상                  |                     | 양천로61길 | 서울특별시      | 강서구          | 하남 방면만 진출 가능                                                            |
| IC                                | 염창 나들목                | Yeomchang           | 월드컵대교 안양천로 양천로 국도 제6호선 (공항대로, 노들로) 국도 제48호선 (공항대로, 노들로) 국도 제77호선 (공항대로, 노들로) | 서울특별시      | 강서구          |                                                                                  |
| IC                                | 성산대교분기점             | Seongsandaegyo Br.  | 성산대교 국도 제1호선 (서부간선도로) 국도 제6호선 (노들로) 국도 제48호선 (노들로) 국도 제77호선 (노들로) 양평로30길          | 서울특별시      | 영등포구        | 한강공원을 통해 연결                                                             |
| IC                                | 여의하류 나들목            | Yeouido 2nd         | 여의서로 노들로 | 서울특별시      | 영등포구        |                                                                                  |
| JC                                | 여의 분기점                | Yeoui JC            | 신월여의지하도로 | 서울특별시      | 영등포구        | 공항 방향 진출과 하남 방향 진입만 가능                                           |
| IC                                | 여의중류 램프              |                     | 노들로 국도 제46호선 (경인로)                                                                                                | 서울특별시      | 영등포구        | 공항 방향 진출 전용 서울교(경인로) 방면으로만 이용 가능 노들길지하차도 진입 불가 |
| IC                                | 여의상류 나들목            | Yeouido 1st         | 여의동로 노들로 | 서울특별시      | 동작구          |                                                                                  |
| BR                                | 노량대교                   | Noryangdaegyo Br.   | | 서울특별시      | 동작구          |                                                                                  |
| IC                                | 동작대교분기점             | Dongjakdaegyo Br.   | 동작대교 동작대로 현충로 | 서울특별시      | 동작구          | 하남방향 동작대교 진출불가                                                       |
| IC                                | 반포대교분기점             | Banpodaeagyo Br.    | 반포대교 반포대로 | 서울특별시      | 서초구          |                                                                                  |
| IC                                | 한남대교분기점             | Hannamdaegyo Br.    | 한남대교 강남대로 구 경부고속도로                                                                                            | 서울특별시      | 강남구          |                                                                                  |
| IC                                | 동호대교분기점             | Donghodaegyo Br.    | 동호대교 논현로 | 서울특별시      | 강남구          |                                                                                  |
| IC                                | 성수대교분기점             | Seongsudaegyo Br.   | 성수대교 언주로 | 서울특별시      | 강남구          |                                                                                  |
| IC                                | 영동대교분기점             | Yeongdongdaegyo Br. | 영동대교 국도 제47호선 (영동대로) 국가지원지방도 제23호선 (영동대로) 도산대로                                                | 서울특별시      | 강남구          | 공항방향 영동대교남단 진출불가                                                   |
| JC                                | 청담대교분기점             | Cheongdamdaegyo Br. | 동부간선도로 (분당수서로) 봉은사로                                                                                           | 서울특별시      | 강남구          | 양방향 청담대교 진출 불가 공항 방향 진출 불가                                    |
| IC                                | 탄천 나들목                | Tancheon            | 탄천동로 봉은사로 | 서울특별시      | 송파구          | 공항 방향 진출 불가                                                              |
| IC                                | 종합운동장 분기점          | Sports Complex      | 백제고분로 한가람로 | 서울특별시      | 송파구          |                                                                                  |
| IC                                | 잠실대교분기점             | Jamsildaegyo Br.    | 잠실대교 국도 제3호선 (송파대로)                                                                                             | 서울특별시      | 송파구          |                                                                                  |
| IC                                | 올림픽대교분기점           | Olympicdaegyo Br.   | 올림픽대교 강동대로 | 서울특별시      | 송파구          |                                                                                  |
| IC                                | 천호대교분기점             | Cheonhodaegyo Br.   | 천호대교, 광진교 국도 제43호선 (천호대로) 구천면로                                                                           | 서울특별시      | 송파구          | 광진교는 공항 방향 진출만 가능                                                   |
| IC                                | 암사 분기점                | Amsa JC             | 선사로 상암로 | 서울특별시      | 강동구          | 하남 방향 진출만 가능                                                            |
| IC                                | 토끼굴입구                 |                     | 고덕로 선사로 | 서울특별시      | 강동구          | 진출불가(진입만 가능) 공항 방향 진출로 폐쇄됨                                    |
| IC                                | 암사 나들목                | Amsa                | 양재대로 올림픽로 | 서울특별시      | 강동구          | 올림픽로는 하남 방향 진출만 가능                                                 |
| IC                                | 강동고덕 나들목            | Gangdonggoduk       | 세종포천고속도로 | 서울특별시      | 강동구          |                                                                                  |
| IC                                | 강일 나들목                | Gangil              | 수도권제1순환고속도로 서울양양고속도로 미사대로                                                                              | 서울특별시      | 강동구          |                                                                                  |
| 서울양양고속도로, 미사대로와 직결 |                            |                     | |                 |                 |                                                                                  |

## 경유지
서울특별시
- 강서구 - 영등포구 - 동작구 - 서초구 - 강남구 - 송파구 - 강동구

## 같이 보기
- 강변북로
- 내부순환로